# Ewald Berndt
Ewald Berndt (* 8. Januar 1902 in Ummendorf; † 15. November 1958 in Helmstedt) war ein deutscher Politiker (SPD) und Bürgermeister von Helmstedt, der in der Zeit des Nationalsozialismus politisch verfolgt wurde.

## Leben
Berndt war der Sohn eines Landarbeiters und besuchte die Volksschule in Ummendorf. Im Jahr 1916 begann er eine Ausbildung zum Schriftsetzer in Eilsleben und arbeitete von 1925 bis 1948 im Verlag und der Druckerei J. C. Schmidt, der das Helmstedter Kreisblatt herausgab. Dort war er zuletzt als Betriebsleiter tätig. Des Weiteren führte er von 1929 bis 1933 den Vorsitz der IG Druck und Papier und gehörte von 1931 bis 1933 dem Vorstand des Gewerkschaftskartells Helmstedt an. Anschließend war er in den Jahren 1949 bis 1950 beim Landkreis Helmstedt angestellt, ehe er bis zu seinem Tode eine Buchhandlung in Helmstedt betrieb, die mit der Braunschweigischen Presse verbunden war.

## Politische Laufbahn
Im Jahr 1922 trat Berndt in die SPD ein und war von 1931 bis 1933 als deren Stadtverordneter und als Mitglied des Parteivorstands tätig. Am 28. März 1933 wurde Berndt von der SA verhaftet und schwer misshandelt, so dass er sein Mandat als Stadtverordneter niederlegte. Nach dem gescheiterten Attentat vom 20. Juli 1944 auf Adolf Hitler wurde er erneut verhaftet und ins Lager Hallendorf eingeliefert. Später wurde er in das KZ Sachsenhausen überführt. Hier wurde er im 1945 durch die alliierten Truppen befreit. Von 1945 bis 1950 war er wieder Vorsitzender des SPD-Ortsvereins Helmstedt und bis 1952 dort als Vorstandsmitglied tätig. Seit 1945 war er zudem Mitglied des Vorstands des Helmstedter Gewerkschaftsbundes und bis 1949 als Erster Vorsitzender der wiedergegründeten IG Druck und Papier eingesetzt. Am 21. Januar 1946 bestätigte ihn die britische Militärregierung in seinem Amt als Ratsherr der Stadt Helmstedt. Vom 21. Februar 1946 bis 21. November 1946 war er zudem Mitglied des Ernannten Braunschweigischen Landtages (MdL). Von 1946 bis 1956 gehörte er dem Helmstedter Rat an und bekleidete von 1946 bis 1949 das Amt des Bürgermeisters. Des Weiteren hatte er vom 1. November 1946 bis zum 27. November 1948 ein Mandat als Kreistagsabgeordneter. Berndt engagierte sich nach dem Ende des Krieges aktiv für die Bewältigung des Flüchtlingsstromes, die Beseitigung der Wohnungsknappheit sowie beim Wiederaufbau einer demokratischen Verwaltung in der Stadt Helmstedt.